# Défi d'Aunou
Défi d'Aunou est un cheval trotteur français, né le 17 mai 1991, issu d'un croisement avec un étalon standardbred (trotteur américain) et mort en décembre 2021, spécialiste de courses de trot attelé. Élevé par Jean-Pierre Dubois, il courait sous les couleurs de son entraîneur-driver, Jean-Étienne Dubois.

## Carrière de course
Défi d'Aunou débute en compétition au printemps de son année de 3 ans, faisant sa première apparition à Vincennes en mai 1994. S'il ne participe pas à la filière classique cette année-là, ses bonnes performances (6 victoires en 11 sorties), l'autorisent à s'aligner au départ du Critérium des 3 ans, où il se révèle en prenant une belle troisième place. Désormais l'un des cadors de sa génération, il s'impose pour la première fois au niveau semi-classique en fin de meeting d'hiver (dans le Prix Éphrem Houel). Une victoire dans le Critérium des 4 ans assoit sa domination sur ses contemporains, avant une première incursion victorieuse parmi les chevaux d'âge dans le Prix de l'Union européenne 1996.
Après s'être offert un second critérium et un titre européen durant l'été Critérium des 5 ans et Championnat européen des 5 ans), Défi d'Aunou réalise un grand meeting d'hiver 1996-1997, se classant troisième derrière Abo Volo et Capitole dans le Prix d'Amérique, deuxième de Lovely Godiva (devant Abo Volo) dans le Prix de France, avant un sacre dans le Prix de Paris. Enchaînant les victoires tout au long de l'année, dont le Prix de l'Atlantique et le Prix René Ballière, il montre qu'il est l'un des meilleurs trotteurs d'Europe mais ne parvient pas à le confirmer dans la triple couronne, terminant quatrième du Prix d'Amérique de Dryade des Bois et troisièmes des Prix de France et de Paris.
L'année 1998 est marquée par une campagne européenne mitigée qui le verra remporter le Grosser Preis von Bild en Allemagne, prendre un second accessit dans le Grand Prix des Nations à Milan et quatrième place dans le Grand Prix d'Oslo, mais échouer dans l'Elitloppet (huitième de la finale), l'Aby Stora Pris et le Palio dei Communi. Toutefois, le meeting d'hiver de Vincennes lui permet de montrer qu'il n'a rien perdu de sa classe, puisqu'il monte à nouveau sur les podiums des Prix d'Amérique, de France et de Paris. Âgé de huit ans, Défi d'Aunou s'offre une dernière victoire de prestige dans le Kymi Grand Prix en Finlande, avant de mettre un terme durant l'été 1999 à une carrière marquée par dix victoires au niveau groupe 1.

## Au haras
Entré au haras en 1997, Défi d'Aunou est le père de plusieurs sujets de valeur, parmi lesquels la précoce Mahana 1'12 (Critérium des Jeunes, Prix Albert Viel, Championnat européen des 3 ans), Or de Bruges 1'11m (Prix Xavier de Saint-Palais, Jean Gauvreau), Nuage de Lait 1'11 (Prix Louis Jariel), Pretty Jet 1'11, Opium 1'11 (Prix Doynel de Saint-Quentin), Not Disturb 1'11 (Prix Pierre Plazen, Victor Régis)...
Il meurt fin décembre 2021 à l'âge de 30 ans.

## Palmarès
France
- Critérium des 4 ans (Gr. 1, 1995)
- Critérium des 5 ans (Gr. 1, 1996)
- Championnat européen des 5 ans (Gr. 1, 1996)
- Prix de l'Étoile (Gr. 1, 1996)
- Prix de Paris (Gr. 1, 1997)
- Prix de l'Atlantique (Gr. 1, 1997, 1998)
- Prix René Ballière (Gr. 1, 1997)
- Prix Éphrem Houel (Gr. 2, 1995)
- Prix Ariste Hémard (Gr. 2, 1995)
- Prix de Croix (Gr. 2, 1996)
- Prix Ovide Moulinet (Gr. 2, 1996)
- Prix de l'Union européenne (Gr. 2, 1996, 1999)
- Prix Henri Levesque (Gr. 2, 1996)
- Prix Louis Jariel (Gr. 2, 1996)
- Prix Chambon P (Gr. 2, 1997)
- Prix de Washington (Gr. 2, 1997)
- Prix de Bourgogne (Gr. 2, 1998)
- Prix des Ducs de Normandie (Gr. 2, 1998)
- 2e Prix de France (Gr. 1, 1997, 1999)
- 2e Prix Gaston de Wazières (Gr. 2, 1995)
- 2e Prix Gaston Brunet (Gr. 2, 1995)
- 2e Prix Octave Douesnel (Gr. 2, 1995)
- 2e Prix Marcel Laurent (Gr. 2, 1995)
- 2e Prix Roederer (Gr. 2, 1996)
- 2e Prix Robert Auvray (Gr. 2, 1996)
- 2e Prix Jockey (Gr. 2, 1996)
- 2e Prix de Washington (Gr. 2, 1999)
- 3e Critérium des 3 ans (Gr. 1, 1994)
- 3e Prix d'Amérique (Gr. 1, 1997, 1999)
- 3e Prix de France (Gr. 1, 1997, 1999)
- 3e Prix de Paris (Gr. 1, 1998, 1999)
- 3e Prix des Ducs de Normandie (Gr. 2, 1999)
- 3e Grand Prix de la Fédération du Nord (Gr. 2, 1998)
- 3e Prix de Bourgogne (Gr. 2, 1999)

 Allemagne
- Grosser Preis von Bild (Gr. 1, 1998)

 Finlande
- Kymi Grand Prix (Gr. 1, 1999)

 Italie
- 3e Grand Prix des Nations (Gr. 1, 1998)

## Origines
| Origines de Défi d'Aunou, mâle, alezan. | Origines de Défi d'Aunou, mâle, alezan. | Origines de Défi d'Aunou, mâle, alezan. | Origines de Défi d'Aunou, mâle, alezan. |
| --------------------------------------- | --------------------------------------- | --------------------------------------- | --------------------------------------- |
| Père Armbro Goal (US)                   | Speedy Crown (sv) (US)                  | Speedy Scot (US)                        | Speedster (US)                          |
| Père Armbro Goal (US)                   | Speedy Crown (sv) (US)                  | Speedy Scot (US)                        | Scotch Love (US)                        |
| Père Armbro Goal (US)                   | Speedy Crown (sv) (US)                  | Missile Toe (US)                        | Florican (US)                           |
| Père Armbro Goal (US)                   | Speedy Crown (sv) (US)                  | Missile Toe (US)                        | Worth a Plenty (US)                     |
| Père Armbro Goal (US)                   | Armbro Flight (en) (US)                 | Star's Pride (US)                       | Worthy Boy (US)                         |
| Père Armbro Goal (US)                   | Armbro Flight (en) (US)                 | Star's Pride (US)                       | Stardrift (US)                          |
| Père Armbro Goal (US)                   | Armbro Flight (en) (US)                 | Helicopter (US)                         | Hoot Mon (US)                           |
| Père Armbro Goal (US)                   | Armbro Flight (en) (US)                 | Helicopter (US)                         | Tronia Hanover                          |
| Mère Nesmile                            | Caprior                                 | Feu Follet X                            | Ogaden                                  |
| Mère Nesmile                            | Caprior                                 | Feu Follet X                            | Raison d'Espoir                         |
| Mère Nesmile                            | Caprior                                 | Ninia                                   | Abner                                   |
| Mère Nesmile                            | Caprior                                 | Ninia                                   | Dladys                                  |
| Mère Nesmile                            | Amours du Mesnil                        | L'As du Mesnil                          | Atus II                                 |
| Mère Nesmile                            | Amours du Mesnil                        | L'As du Mesnil                          | Élée III                                |
| Mère Nesmile                            | Amours du Mesnil                        | Pin Up du Ménil                         | Volontaire                              |
| Mère Nesmile                            | Amours du Mesnil                        | Pin Up du Ménil                         | Tanie                                   |